# Fontaine Rimondi
La fontaine Rimondi est une fontaine vénitienne située place Rimondi à Réthymnon, en Crète en Grèce.

## Présentation

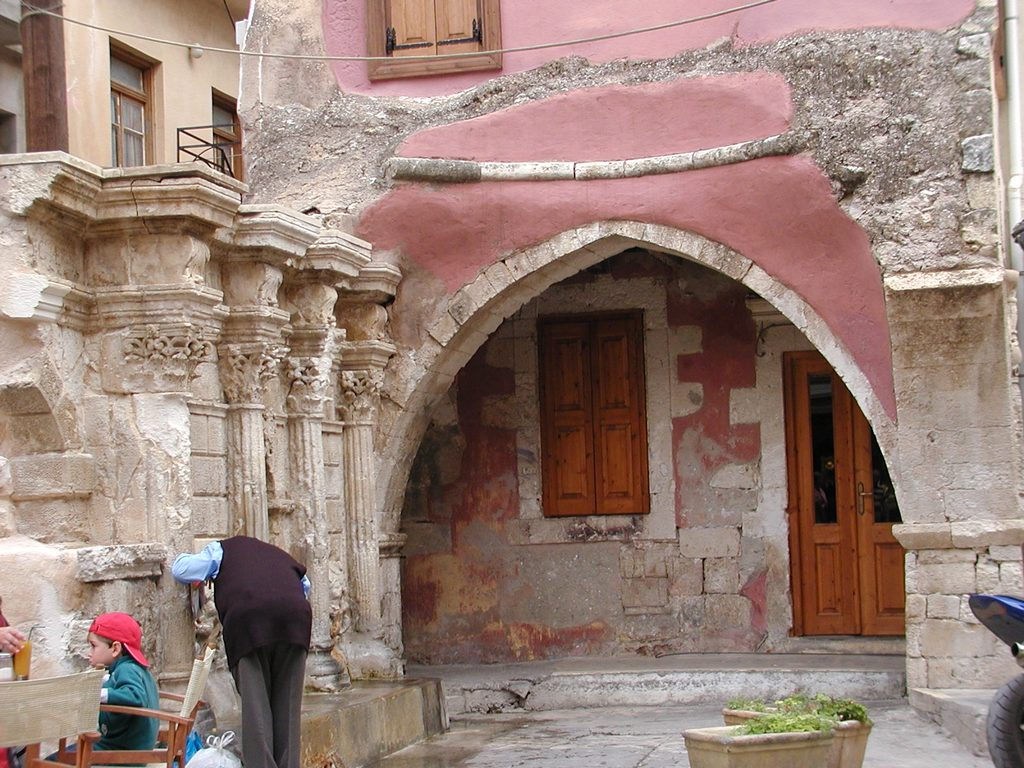
Mise en évidence des fragments restants de l'ancien dôme protégeant la fontaine.

Le monument fut construit en 1629 par les Vénitiens, vraisemblablement à l'emplacement d'une précédente fontaine. L'ouvrage porte le nom d'Alvise Rimondi alors recteur de la ville. Les armes de la famille Rimondi sont d'ailleurs visibles sur le monument.
La fontaine inclut quatre colonnes de style corinthien qui séparent trois têtes de lion d'où sortent l'eau de la fontaine. Originellement, la fontaine était protégée par un dôme dont il ne reste que quelques fragments.